# Rhyscotus rotundatus
Rhyscotus rotundatus là một loài chân đều trong họ Rhyscotidae. Loài này được Schmalfuss & Ferrara miêu tả khoa học năm 1978.